# Swingpjatt

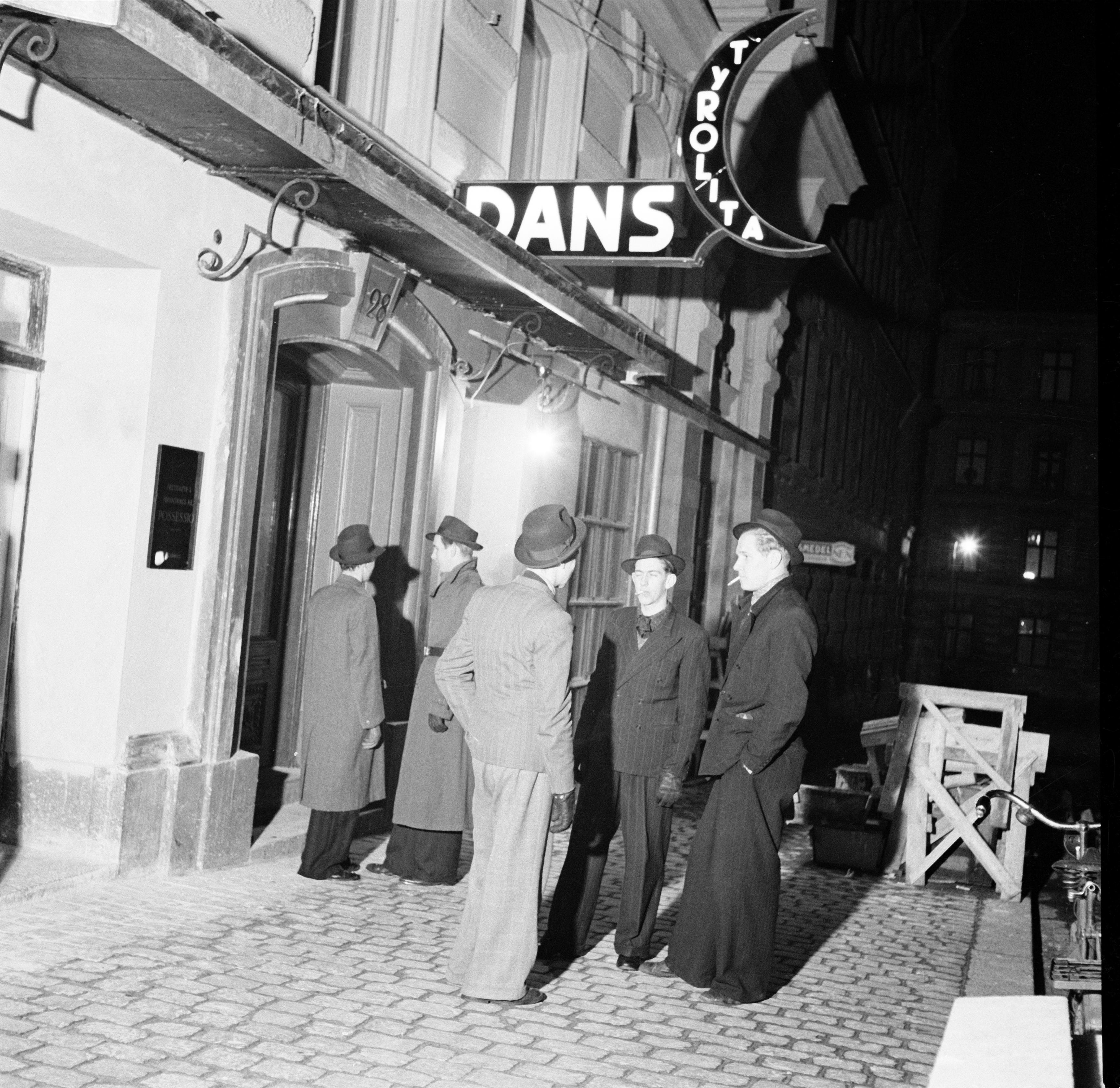
Swingpjattar utanför Tyrolita i Stockholm.
Foto: K W Gullers omkring 1940–1945.

Swingpjatt var namnet på unga män i Sverige och Danmark, som var del av en ungdomskultur som baserades på 1940-talets swingmusik. De hade långt nackhår, överdimensionerad kavaj, smala byxor och vidbrättad hatt, motsvarande zoot suits i USA. 
Swingpjatten skiljde sig i Stockholm från nalensnajdaren, som gärna syntes på Nalen på Regeringsgatan och som kändes igen på en smalbrättad hatt och – med denna avlyft – på hårfrisyren.

## Swingpjattarnas stil
Swingpjattarna var en grupp som väckte starka känslor i samhället och kunde till och med bli förföljda och jagade av folkmassor ute på gatorna. Folk blev provocerade, när pojkar klädde sig som swingpjattar. Under 1940-talet var det inte socialt accepterat för män att öppet bejaka och följa modet.
De följde inte heller 1940-talets ideal: en frisk, sund, spänstig och karaktärsfast ung man, som även tyckte om att idrotta. Swingpjatten var motsatsen: vek och ynklig. Swingpjattarna föddes ur arbetarklassen; de kunde vara barn till arbetare, bönder eller tjänstemän.
Att vara swingpjatt innebar att man ville protestera mot vuxenvärldens regler, och detta blev sedan denna generations tonårsuppror. Uppsatsförfattarna Jan-Erik Mattson och Marina Turesson menar att stilen fördes till Sverige från USA via London. Det finns några kortfilmer med Cab Calloway iförd speciella kostymer som kom att påverka swingpjattarnas mode. Subgrupper som invandrat från Mexiko, och ibland Harlems färgade, var början till denna klädstil. De kallades zoot-suiters, och likheterna med swingspjattarnas kostymering var stora.
Man bar hattar i stil med dem som amerikanska gangsters hade, jämte långa, säckliknande kavajer som räckte ända ner till knäna. Byxorna skulle var smala nertill och vida upptill. Skorna var svarta. Slipsen var också lång. Sådana slipsar kunde inhandlas i stockholmsbutiken "Hollywood". Ibland kunde det vara mönster på strumporna, exempelvis amerikanska pinuppor eller hawaiimotiv. Håret skulle vara långt och slätkammat och klippt rakt bak som en pageklippning. Även rutiga kavajer och uppkavlade byxor var gångbara.
Själva ordet swingpjatt uppstod i en omröstning i Svenska Dagbladet 1941, då läsarna fick föreslå namn på den nya ungdomskulturen. "Pjatt", som står för en barnslig eller hållningslös person, kombinerades med jazzens swingstil, och tillsammans blev det "swingpjatt", som vann över förslag som "praktfjomp" och "fångosse". Den kvinnliga formen av en swingpjatt kallades swingtös. De försökte anlägga en slappare hållning, som att gå med händerna i fickorna.
Swingpjattarna hade en förkärlek för stora hattar, kepsar och utmanande kläder. De bar gärna grälla färger med breda slag och stora axelvaddar. Deras motpol inom ungdomskulturen var de så kallade nalensnajdarna. Även om de var rivaler, förekom inga större bråk mellan dem, utan de tävlade mest om vem som var modernast.

### Nalensnajdare
Huvudartikel: Nalensnajdare
Nalensnajdare, såsom swingpjatten, har sitt ursprung i USA. Det var en subkultur som uppkom i det tidiga 1940-talet i Sverige. Själva ordet nalensnajdare kommer från danspalatset Nalen i Stockholm. Ordet "snajdare" är även ett äldre uttryck för en välklädd man. De var motsatsen till swingpjattarna och var kortklippta, bar korta kavajer och smala hattbrätten. De framstod som modemedvetna jämför med swingpjattarna. Den kvinnliga formen av nalensnajdare är nalenböna. De var sida vid sida, höll till vid samma uteställen och gillade ungefär samma musik.

## Swingpjattarnas historia
Det var under åren 1941 och 1942 som swingpjattarna började dyka upp, speciellt i Stockholm. Deras kännetecken var de smala byxorna, de knälånga kavajerna, långa nackhåret (som chockade folk rejält), de långa svarta skorna, hattarna de bar och de mönstrade slipsarna, med hawaiimönster som ett exempel. Förebilderna för denna stil fanns i USA och spred sig till Sverige via England. Cab Callaway, var en elegant amerikansk orkesterledare. Han imponerade på de svenska ungdomarna med sin coola scenupplevelse och sin överdrivna och omåttliga klädstil. Det var dessa kostymer som kallades zoot suits. Klart är det att zoot suits var en provokation i 40-talets USA och att det var olagligt att tillverka dem för skräddare. I New York bars de av svarta i Harlem och i Los Angeles av invandrarungdomar med ursprung i Mexiko, pachucos. Att man bar dessa var för att visa upp sin kultur och utanförskap, eftersom de var utestängda ur samhället.
Även om det var olagligt för skräddare att sy zoot kostymer så kunde man få tag i dem olagligt i New York och Los Angeles.
En teori till att det blev så framgångsrikt bland ungdomar var att man ville efterlikna Clark Gables karaktär i filmen Borta Med Vinden, som kom ut 1939. En annan teori säger att det istället växte fram ur den urbana jazzkulturens uppvisning.

### Ordets uppkomst
Swingpjatt är den svenska motsvarigheten till ordet "zoot suiters". Ordet fanns först tryck i Kar de Mummas spalt i Svenska Dagbladet den 12 maj 1941, efter det att han utlyste en läsartävling under rubriken ”Vem döper 1940-talets ’Grilljanne’?” Ordet spred sig snabbt bland svenskar.

## Liknande samtida ungdomskulturer
Under andra världskriget uppstod i Frankrike den USA-inspirerade ungdomskulturen zazou, som var mest närvarande i Paris.